# Classe Abu Dhabi
La corvetta Abu Dhabi è una unità navale della Marina militare degli Emirati Arabi Uniti sviluppata sul progetto delle unità della Classe Comandanti.

## Caratteristiche
La nave è stata realizzata in Italia dalla Fincantieri con armamento ed elettronica in gran parte italiani. L'armamento artiglieresco è costituito dal cannone 76/62 super Rapido e da due mitragliere da 30 mm MARLIN della OTO Melara e sistema di combattimento, direzione del tiro e radar forniti da Selex Sistemi Integrati responsabile per il sistema di comunicazioni, mentre il sistema di guerra elettronica è stato realizzato la ditta Elettronica SpA, società del gruppo Finmeccanica (dal 2017 Leonardo) che vanta un'attività ormai ventennale nell'Emirato avendo una joint venture con la Baynunah Aviation Technology (ELTBAT) lavorando con le Forze Armate degli emirati, cui fornisce tecnologie all'avanguardia.
La nave ha 70 uomini di equipaggio, una lunghezza di 88,40 metri e un dislocamento di 1650 tonnellate a pieno carico. La nave, tecnologicamente avanzata, è destinata prevalentemente a svolgere attività di pattugliamento e sorveglianza e può essere impiegata in azioni antisommergibile, antiaeree, di superficie e scambiare dati tattici in tempo reale con altre unità navali, elicotteri e basi terrestri e fornire supporto e ricovero per elicotteri alla Marina degli Emirati. Oltre all'alta flessibilità operativa, l'unità è caratterizzata anche da elevati standard di sicurezza e abitabilità per il comfort del personale di bordo.

## Costruzione
Il contratto di costruzione è stato stipulato dagli Emirati Arabi Uniti con la Fincantieri nel 2009, con opzione per una seconda unità. Lo scafo costruito a Riva Trigoso è stato varato il 15 febbraio 2011 per essere poi trasferito nello stabilimento spezzino di Muggiano per essere completato.
Gli Emirati Arabi Uniti hanno siglato con la Fincantieri un contratto per la costruzione di due pattugliatori della classe Falaj 2, unità navali sviluppate sul progetto del tipo Saettia in dotazione alla Guardia Costiera Italiana, con caratteristiche stealth che le rende difficilmente individuabili dai sistemi di scoperta radar. Il contratto di costruzione di queste unità navali, che prevede un'opzione per altre due unità da realizzare negli Emirati, ha portato nel portafoglio di Fincantieri 184 milioni di euro. La stessa Fincantieri ha poi costituito nell'emirato del Golfo l'Etihad Ship Building LLC, una joint venture creata nel 2010 tra Fincantieri, Al Fattan Shipyard Industry, proprietaria di un cantiere ad Abu Dhabi, e Melara Middle East nata per la progettazione, la produzione e la vendita di differenti tipi di navi civili e militari oltre ad attività di manutenzione e riallestimento.
La cerimonia del varo della corvetta Abu Dhabi è avvenuto il 15 febbraio 2011, contestualmente all'impostazione sugli scali nello stabilimento spezzino di Muggiano, della prima unità e il taglio della prima lamiera della seconda unità della Classe Falaj.
La corvetta Abu Dhabi, insieme al pattugliatore Ganthoot, prima unità del tipo Saettia Stealth, dopo aver completato il loro allestimento presso Marinalles La Spezia sono state consegnate alla Marina Militare degli Emirati Arabi Uniti l'8 gennaio 2013. Alla cerimonia della consegna, conclusasi con l'alzabandiera erano presenti l'Ingegnere Alberto Maestrini, Direttore Navi Militari di Fincantieri, il Generale Ibrahim Salem Mohamed Al-Musharrakh, Capo di Stato Maggiore delle Forze Navali degli Emirati Arabi Uniti, l'Ammiraglio Alberto Gauzolino, Direttore di NAVISPELOG, in rappresentanza del Capo di Stato Maggiore della Marina Militare, l'Ammiraglio Andrea Toscano, Comandante in Capo del Dipartimento Militare Marittimo dell'Alto Tirreno, l'Ammiraglio Ernesto Nencioni, Direttore Generale Armamenti Navali, l'Ingegnere Ferdinando Tognini Direttore dei Cantieri del Muggiano e di Riva Trigoso, e varie autorità civili e militari italiane e degli Emirati Arabi Uniti.